# Pyratula exserta
Pyratula exserta är en tvåvingeart som först beskrevs av Ostroverkhova 1979.  Pyratula exserta ingår i släktet Pyratula och familjen platthornsmyggor. Inga underarter finns listade i Catalogue of Life.